# Hans-Hendrik Neumann
Hans-Hendrik Neumann (* 4. August 1910 in Barmen; † 20. Juni 1994) war ein deutscher SS-Führer und Manager. Neumann war zeitweise Adjutant des Chefs der Sicherheitspolizei und des SD, Reinhard Heydrich, und Chef des NSDAP-Einsatzstabes in Norwegen. In der Nachkriegszeit war er eine der Führungsfiguren in der Philips GmbH.

## Leben und Wirken

### Jugend und Ausbildung
Nach dem Schulbesuch studierte Neumann drei Semester Elektrotechnik, musste sein Studium und seinen ursprünglichen Berufswunsch Ingenieur zu werden, aber – eigenen Angaben zufolge – während der Weltwirtschaftskrise aufgeben.
Zum 1. Juni 1930 trat Neumann in Chemnitz der NSDAP (Mitgliedsnummer 266.400) und der SA bei. Später wechselte er in die SS (SS-Nummer 9.925).

### Karriere in der SS
Im Dezember 1933 wurde Neumann dem Sicherheitsdienst (SD) der SS überwiesen. Nachdem er 1934 die SS-Junkerschule in Bad Tölz durchlaufen hatte, wurde Neumann von Reinhard Heydrich, dem Leiter des Geheimen Staatspolizeiamts in Berlin, als persönlicher Adjutant ausgewählt und trat diesen Posten zum 20. April 1935 an. Bis zum 22. Januar 1940 war er in dieser Eigenschaft als einer von drei Führungsassistenten von Heydrich an der Führung der Sicherheitspolizei und des SD beteiligt.
In seiner Eigenschaft als Heydrich-Adjutant wurde Neumann häufig mit speziellen Aufgaben betraut, die sich auch auf das Ausland erstreckten: Kurz nach dem „Anschluss Österreichs“ an das Deutsche Reich hielt er sich mit einem Sonderauftrag im April 1938 in Wien auf. Im Spätsommer 1939 war er an der Vorbereitung des Unternehmens Tannenberg, die Organisation des fingierten Überfalls auf den Sender Gleiwitz, beteiligt. Beim darauffolgenden deutschen Überfall auf Polen im September 1939 war er als Verbindungsoffizier Heydrichs zum Hauptquartier der Wehrmacht an der Seite des Chefs des Reichssicherheitshauptamtes.
Von Januar bis Juni 1941 wurde Neumann als SS-Führer nach Norwegen entsandt, wo er im Einsatzstab des Gebietskommissars, SS-Brigadeführer Paul Wegener für Nordnorwegen aktiv wurde. Mit Sitz in Trondheim unterstützte Neumann hier norwegische Kollaborateure beim Aufbau der Organisation Hird, dem norwegischen Pendant zur SA. Zur gleichen Zeit war er auf norwegischem Territorium zur Werbung von Freiwilligen, für die zu bildende SS-Formation tätig.
Im Herbst 1941 wurde Neumann auf Befehl von Heydrich zum Polizeiattaché an der deutschen Gesandtschaft in Stockholm ernannt.  In dieser Funktion überwachte er die Zusammenarbeit der deutschen Stellen mit der schwedischen Sicherheitspolizei sowie den Spitzen des Geheimdienstes. Dabei bespitzelte er verschiedene Emigranten- und Agentenzirkel, jüdische Organisationen, die in Schweden als dem letzten verbliebenen neutralen Staat in Skandinavien operierten. An wichtigster Stelle jedoch standen, bedingt durch die Grenze zur UdSSR, sowjetische Staatsbürger, Kommunisten und Militärangehörige. Im Dezember 1941 beobachtete er beispielsweise auch die sowjetische Diplomatin und Beraterin des Außenministeriums Alexandra Kollontai. Als sowjetische Delegierte der eingerichteten Friedenskommissionen befand sie sich zu diesem Zeitpunkt zu internationalen Beratungen in Finnland. Wegen der Einmischung in die inneren Angelegenheiten Schwedens und seiner nachrichtendienstlichen Tätigkeit wurde er im Februar 1942 des Landes verwiesen. Nach dem Wechsel in das Nachbarland Norwegen setzte er von dort seine Tätigkeit fort. 
Von Mai 1942 bis Herbst 1944 leitete Neumann als Nachfolger Wegeners den Einsatzstab der NSDAP in Norwegen. Dazu wurde er im Oktober 1942 zum Landesgruppenleiter der Auslandsorganisation (AO) der NSDAP in Norwegen ernannt und amtierte zudem bis Ende Jahres 1944 als Verbindungsoffizier zwischen dem Reichskommissariat Norwegen und der Regierung von Vidkun Quisling. Danach war er im Stab der 1. SS-Panzer-Division Leibstandarte SS Adolf Hitler tätig, dessen Kommando er noch im April 1945 kurz vor Kriegsende unter Beförderung zum SS-Standartenführer erhielt.
Bei Kriegsende geriet Neumann in alliierte Gefangenschaft, aus der er um 1949 entlassen wurde.

### Nachkriegszeit
In der jungen Bundesrepublik durchlief Neumann eine steile Karriere in der Elektrowirtschaft: 1949 trat Neumann bei der Deutschen Philips GmbH in Hamburg ein, wo er bald sehr erfolgreich war. Fünf Jahre lang war er Direktor der Philips-Filiale Hannover. Ab 1957 war er für fast zwei Jahrzehnte Hauptgeschäftsführer der Valvo GmbH – Unternehmensbereich Bauelemente der Philips GmbH – in Hamburg, bevor er 1975 in den Ruhestand ging. Nach einem Bericht anlässlich seines 70. Geburtstages 1980 in der Fachzeitschrift Nachrichten Elektronik verdankte das Unternehmen seine Spitzenposition unter den deutschen Herstellern von Bauelementen für die gesamte Elektrotechnik seinen „organisatorischen und kaufmännischen Fähigkeiten, seiner Tatkraft und seiner Gabe, Mitarbeiter zu motivieren“.
Seine SS-Vergangenheit konnte Neumann in der Bundesrepublik weitgehend kaschieren: In Who is Who-Einträgen hieß es üblicherweise, er sei bis 1945 „Berufssoldat“ (bei Kriegsende angeblich Oberstleutnant und Regimentskommandeur) gewesen.
Neumann war mit Helga Daitz verheiratet, einer Tochter des NS-Ideologen Werner Daitz. Aus der Ehe gingen drei Kinder hervor.